# Walentina Sergejewna Sawina
Walentina Sergejewna Sawina (russisch Валентина Серге́евна Савина; * 1. Januar 1943 in Tula) ist eine ehemalige sowjetische Radrennfahrerin und Weltmeisterin im Radsport.

## Sportliche Laufbahn
Sawina war Bahnradsportlerin. Sie begann mit dem Radsport in der Kinder- und Jugendsportschule ihrer Heimatstadt.
Bei den Bahnradsport-Weltmeisterschaften 1962 gewann sie den Titel im Sprint vor ihrer Teamkollegin Irina Kiritschenko. 1965 wurde sie in dieser Disziplin Weltmeisterin vor Galina Jermolajewa und 1967 vor Kiritschenko. 1966 gewann sie die Silbermedaille hinter Kiritschenko, 1963 und 1970 war sie Dritte der Titelkämpfe geworden. Sawina war die zweite sowjetische Weltmeisterin im Frauensprint nach Galina Jermolajewa. 
Sawina war mehrfache nationale Meisterin im Sprint (1961 und 1965), in der Mannschaftsverfolgung (1961 bis 1963), im Zweier-Mannschaftsfahren und im Zeitfahren (jeweils 1961).
Sie startete für den Verein Trud Tula.

## Berufliches
Nach dem Sport war sie als Bauingenieurin tätig.